# Übersaxen
Übersaxen là một đô thị thuộc huyện district of Feldkirch, Vorarlberg, Áo. Đô thị Übersaxen có diện tích 5,76 km², dân số thời điểm năm 2006 là 899người.